# هاري غلاسغو
هاري غلاسغو (بالإنجليزية: Harry Glasgow)‏ هو لاعب كرة قدم ومدرب كرة قدم بريطاني، ولد في 20 يونيو 1939 في إدنبرة في المملكة المتحدة، وتوفي في 4 فبراير 2016. لعب مع نادي ستنهاوسموير ونادي فالكيرك.